# Eigil Nielsen (labdarúgó, 1948)
Eigil Nielsen (Tårs, 1948. december 6. – Hjørring, 2019. december 26.) válogatott dán labdarúgó, középpályás.

## Pályafutása
1966 és 1969 között a Hjørring IF, 1970–71-ben a KB labdarúgója volt. 1971 és 1980 között Svájcban játszott. 1971 és 1974 között az FC Winterthur, 1974 és 1978 között az FC Basel, 1978 és 1980 között az FC Luzern játékosa volt. A bázeli csapattal egy-egy bajnoki címet és svájcikupa-győzelmet ért el.
1971 és 1975 között tíz alkalommal szerepelt a dán válogatottban.

## Sikerei, díjai
FC Basel
- Svájci bajnokság
  - bajnok: 1976–77
- Svájci kupa
  - győztes: 1975